# Anna Bohn
Anna Bohn (* 1968) ist eine deutsche Philologin und Filmwissenschaftlerin. Sie ist seit 2019 wissenschaftliche Referentin strategische Filmentwicklung an der Zentral- und Landesbibliothek Berlin (ZLB).

## Leben
Bohn studierte Hispanistik, slawische Philologie und Literaturwissenschaften in Madrid, Moskau und München und wurde 2000 mit einer Arbeit über die Kunsttheorie des sowjetischen Filmregisseurs Sergei Michailowitsch Eisenstein promoviert.
Nach Tätigkeiten als wissenschaftlicher Mitarbeiterin an der Universität München, als Kuratorin des Internationalen Dokumentarfilmfestivals München, als freie Mitarbeiterin beim Bayerischen Rundfunk sowie als Dozentin für Literatur- und Kulturwissenschaft am Institut für Slawistik der Paris Lodron Universität Salzburg wechselte sie 2003 als wissenschaftliche Mitarbeiterin an das Filminstitut der Universität der Künste Berlin. Dort koordinierte sie das von der Kulturstiftung des Bundes geförderte Projekt „DVD als Medium kritischer Filmeditionen“ (Leitung Enno Patalas), aus dem die digitale Edition der DVD Studienfassung von Metropolis und die digitale Rekonstruktion der Nadeltonfassung von Panzerkreuzer Potemkin (1930) hervorging. Ferner koordinierte sie an der Stiftung Deutsche Kinemathek das von der Kulturstiftung des Bundes geförderte Projekt „Броненосец Потемкин / Panzerkreuzer Potemkin“ zur Rekonstruktion der russischen Premierenfassung sowie der deutschen Verleihfassung von 1926, die im Rahmen der Internationalen Filmfestspiele Berlin 2005 aufgeführt wurde.
Von 2006 bis 2010 war Bohn Leiterin des von der DFG geförderten Projekts „Grundlagen einer Theorie der Filmrestaurierung und kritischen Filmedition aus interdisziplinär vergleichender Perspektive“ an der Universität der Künste Berlin und von 2011 bis 2014 Lehrbeauftragte für „Filmedition“ im interdisziplinären Masterstudiengang Editionswissenschaft an der FU Berlin. Ihre in dieser Zeit entstandene Monographie Denkmal Film. Band 1: Der Film als Kulturerbe; Band 2: Kulturlexikon Filmerbe bietet die erste umfassende Überblicksdarstellung zur Problematik der Überlieferung, Konservierung und Rekonstruktion des Filmerbes in deutscher Sprache.
Von 2012 bis 2014 war Bohn als wissenschaftliche Mitarbeiterin am Friedrich-Meinecke-Institut der Freien Universität Berlin (Lehrstuhl Oliver Janz) für das EU-Projekt Collaborative European Digital Archive Infrastructure (CENDARI). Seit ihrem Wechsel an die Zentral- und Landesbibliothek Berlin konzentriert sich Bohns wissenschaftliche Tätigkeit auf Probleme der informationswissenschaftlichen Erschließung, Verzeichnung und Vermittlung audiovisueller Dokumente in digitalen Formaten auf physischen Trägern und im Internet.
Von 2014 bis 2015 leitete sie das Referat Film, Kunst, Artothek und von 2016 bis 2019 das Referat Filmbibliothek an der Zentral- und Landesbibliothek Berlin (ZLB).

## Auszeichnungen
- Willy Haas-Preis 2013 für Denkmal Film, Auszeichnung einer bedeutenden internationalen Publikation zum deutschsprachigen Film bzw. zum Film in Deutschland. Cinefest – Internationales Festival des deutschen Film-Erbes, November 2013[9][10]
- Filmbuch des Jahres 2013 für Denkmal Film, Filmbuch Rezensionen von Hans Helmut Prinzler[11]
- De-Gruyter-Preis "Zukunftsgestalter in Bibliotheken 2020" für die Video-Streaming-Angebote des Verbunds der Öffentlichen Bibliotheken Berlins mit Zentral- und Landesbibliothek Berlin (mit Moritz Mutter, VÖBB)[12]

## Veröffentlichungen

### Monographien
- Film und Macht. Zur Kunsttheorie Sergej Eisensteins 1930–1948. diskurs film BIBLIOTHEK, München 2003, ISBN 3-926372-66-4, zugl. Diss., Univ. München, München 2000. eDoc https://edoc.ub.uni-muenchen.de/27077/.
- Denkmal Film. Band I: Der Film als Kulturerbe. Böhlau, Köln/Weimar/Wien 2013, ISBN 978-3-412-20990-2.
- Denkmal Film. Band II: Kulturlexikon Filmerbe. Böhlau, Köln/Weimar/Wien 2013, ISBN 978-3-412-20990-2.
- Film-Metadaten: Standards der Erschließung von Filmen mit RDA und FRBR im internationalen Vergleich und Perspektiven des Datenaustauschs. (= Berliner Handreichungen zur Bibliotheks- und Informationswissenschaft 431). Institut für Bibliotheks- und Informationswissenschaft der Humboldt-Universität zu Berlin, Berlin 2018. doi:10.18452/19220.

### Herausgeberschaften (Auswahl)
- Themenschwerpunkt Video-Streaming. In: Bibliothek Forschung und Praxis. Band 44, Heft 3, 2020. doi:10.1515/bfp-2020-2053

### Artikel (Auswahl)
- Vom Massenfilm zum Monodrama. Nikolaj Evreinovs Theaterkonzepte und Sergej Ėjzenštejns Filmkunst. In: Anzeiger für Slavische Philologie, Band XXVIII/XXIX, Sondernummer zur 3. Tagung des Jungen Forums Slavistische Literaturwissenschaft in Salzburg September 1999, Hrsg. von Peter Deutschmann, Eva Hausbacher und Wolfgang Weitlaner. Graz 2001, 251–263.
- Sobre la restauración de „El acorazado Potemkin“. In: AGR. Coleccionistas de cine. Revista mensual editada por la Federación de Amigos del Cine. Jg. IX, Nr. 35,  2007, Madrid, S. 80–99.
- Ästhetische Erfahrung im (Um-)Bruch: Perspektiven kritischer Filmedition am Beispiel von „Metropolis“ und „Panzerkreuzer Potemkin“. In: Rainer Falk, Gert Mattenklott: Ästhetische Erfahrung und Edition. (= Beihefte zu editio.) Niemeyer, Tübingen 2007, S. 115–127.
- Aesthetic Experience in Upheaval. Perspectives on Critical Film Editions Based on the Example of „Metropolis“ and „Battleship Potemkin“. In: Giulio Bursi, Simone Venturini: Critical Editions of Film. Film Tradition, Film Transcription in the Digital Era. Campanotto, Pasian di Prato 2008, S. 24–39.
- "Das Negativ der Zeit". Grundfragen audiovisueller Überlieferung und kritischer Edition am Beispiel der Sammlung Dziga Vertov und des Projekts Digital Formalism. In: Digital Formalism. Die kalkulierten Bilder des Dziga Vertov. Maske und Kothurn. Internationale Beiträge zur Theater-, Film- und Medienwissenschaft, 55. Jg. 2009, Heft 3, S. 149–167.
- Alte Bilder, neues Sehen: Kann denn Farbe Sünde sein? Von Anna Bohn und Oliver Janz. In: Tagesspiegel, 20. September 2012, Online.
- Entsittlichend – Verrohend – Anstößig. Auf der Spur deutscher Filmzensurdokumente in russischen Archiven. In: Johannes Roschlau (Red.): Kunst unter Kontrolle. Filmzensur in Europa. Edition Text + Kritik, München 2014, S. 53–64.
- mit Jean-Claude Fombaron: Vom Feind zum Bruder. Zu medialen Inszenierungen der Verbrüderung an der Ostfront im Ersten Weltkrieg. In: Tanja Zimmermann (Hrsg.): Brüderlichkeit und Bruderzwist. Mediale Inszenierungen des Aufbaus und des Niedergangs politischer Gemeinschaften in Ost- und Südosteuropa. V&R Press, Göttingen, 2014, S. 193–212. doi:10.14220/9783737001366.193
- Archival Research Guide: The Fall of the House of Romanov. CENDARI project online publication, November 2015, Online.
- Von U-Booten, Kriegsreportern und dem Fall des Hauses Romanov. Multimediale Edition: Perspektiven der Kontextualisierung digitalisierter Filmdokumente des Ersten Weltkriegs. In: Editio. Band 29, Heft 1, S. 11–28, ISSN 0931-3079, Dezember 2015, doi:10.1515/editio-2015-003.
- Von DVD zu Video-on-Demand: Bewegte Bilder in Bibliotheken und neue Wege des Zugangs zum audiovisuellen Kulturerbe. In: Bibliotheksdienst. Band 50, Heft 1, Seiten 79–96, ISSN 0006-1972, Dezember 2015, doi:10.1515/bd-2016-0008.
- mit Martin Koerber: Archivierung audiovisueller Medien in Deutschland. In: Handbuch Archiv. Geschichte, Aufgaben, Perspektiven. (Hrsg.:) Marcel Lepper, Ulrich Raulff. Stuttgart: J.B. Metzler, 2016., ISBN 978-3-476-02099-4, S. 168–178. doi:10.1007/978-3-476-05388-6_19
- Agent 007 im Visier von FRBR und RDA. In: Strategien für die Bibliothek als Ort. Festschrift für Petra Hauke zum 70. Geburtstag. Hrsg. v. Konrad Umlauf, Klaus Ulrich Werner, Andrea Kaufmann. De Gruyter, Berlin 2016, ISBN 978-3-11-048103-7, S. 317–340. doi:10.1515/9783110481037-021
- Sharing Moving Image Metadata and Streaming Video on Demand Content – The Project AVA as a Use Case for Cross Domain Cooperation between Film Festivals and Public Libraries. Vorgestellt auf der IFLA WLIC 2017, Wrocław, Online
- mit Thomas Lindenberger: „Die Oktoberrevolution und ihre Bilder in den Köpfen.“ In: Jahrbuch für Historische Kommunismusforschung 2017. Berlin: Metropol, 2017. S. 149–168. ISBN 978-3-86331-330-2. (Online)
- Filmphilologie. In: Handbuch Filmanalyse. (Hrsg.:) Malte Hagener, Volker Pantenburg. Springer, Wiesbaden 2020, ISBN 978-3-658-13338-2. (Online)
- Im Vestibül der Algorithmen. Paratexte und algorithmisch kuratierte Inhalte in Video-Streaming-Portalen. In: editio, Band 35, Heft 1, Seiten 1–33. https://doi.org/10.1515/editio-2021-0001.

### Filmeditionen
- DVD Studienfassung Metropolis. Filminstitut der Universität der Künste, Berlin 2006 (mit Enno Patalas, Gunter Krüger, Björn Speidel, Antje Michna, Franziska Latell)
- Bronenosec Potemkin / Panzerkreuzer Potemkin. Rekonstruktion der russischen Premierenfassung. Rekonstruktion 2005 unter Leitung von Enno Patalas in Zusammenarbeit mit Anna Bohn. Ein Initiativprojekt der Kulturstiftung des Bundes. Im Auftrag der Stiftung Deutsche Kinemathek Berlin. Erstaufführung der rekonstruierten Fassung am 12. Februar 2005 in der Volksbühne Berlin als Sonderveranstaltung der Internationalen Filmfestspiele Berlin. Live-Musikbegleitung: Deutsches Filmorchester Babelsberg. Dirigat: Helmut Imig.[13]
- Panzerkreuzer Potemkin. Rekonstruktion der deutschen Verleihfassung von 1926 mit Originalmusik von Edmund Meisel. Rekonstruktion 2005 unter Leitung von Enno Patalas in Zusammenarbeit mit Anna Bohn.[4] Ein Initiativprojekt der Kulturstiftung des Bundes im Auftrag der Stiftung Deutsche Kinemathek Berlin. Musikbegleitung: Deutsches Filmorchester Babelsberg. Dirigat: Helmut Imig.  DVD Edition Filmmuseum 82, 2014.
- Panzerkreuzer Potemkin. Experimentelle Rekonstruktion der deutschen Nadeltonfassung 1930 im Rahmen des Forschungsprojekts DVD als Medium kritischer Filmeditionen am Filminstitut der Universität der Künste Berlin (mit Enno Patalas, Björn Speidel). DVD Edition Filmmuseum 82, 2014.[14]